# Olympische Sommerspiele 1988/Teilnehmer (Elfenbeinküste)
| Gelbes Symbol für Goldmedaillen mit stilisierten Olympischen Ringen | Graues Symbol für Silbermedaillen mit stilisierten Olympischen Ringen | Braundes Symbol für Bronzemedaillen mit stilisierten Olympischen Ringen |
| ------------------------------------------------------------------- | --------------------------------------------------------------------- | ----------------------------------------------------------------------- |
| —                                                                   | —                                                                     | —                                                                       |

Die Elfenbeinküste nahm an den Olympischen Sommerspielen 1988 in Seoul, Südkorea, mit einer Delegation von 28 Sportlern (elf Männer und 17 Frauen) teil.

## Teilnehmer nach Sportarten

### Boxen
- Bakary Fofana
Federgewicht: 33. Platz
- Kouassi Kouassi
Halbschwergewicht: 32. Platz

### Handball
- Frauenteam
8. Platz
- Kader
Zomou Awa
Dounbia Bah
Clementine Blé
Emilie Djoman
Alimata Douamba
Koko Elleingand
Wandou Guehi
Brigitte Guigui
Gouna Irie
Hortense Konan
Elisabeth Kouassi
Mahoula Kramou
Adjoua N’Dri
Julienne Vodoungbo

### Kanu
- Melagne Lath
Kajak-Zweier, 500 Meter: Viertelfinale
- Kouame N’Douba
Kajak-Zweier, 500 Meter: Viertelfinale

### Leichtathletik
- Gabriel Tiacoh
400 Meter: Viertelfinale
4 × 400 Meter: Halbfinale
- Akissi Kpidi
4 × 400 Meter: Halbfinale
- René Djédjémel Mélédjé
4 × 400 Meter: Halbfinale
- Djétenan Kouadio
4 × 400 Meter: Halbfinale
- Lancine Fofana
4 × 400 Meter: Halbfinale
- Anatole Zongo Kuyo
4 × 400 Meter: Halbfinale
- Célestine N’Drin
Frauen, 400 Meter: Viertelfinale
- Marie Womplou
Frauen, 400 Meter Hürden: Vorläufe
- Lucienne N’Da
Frauen, 400 Hochsprung: 24. Platz in der Qualifikation

### Tennis
- Clément N’Goran
Einzel: 33. Platz